# Buciory faszystów depczą naszą ojczyznę
Buciory faszystów depczą naszą ojczyznę / Faszystowski but nie będzie deptać naszej ojczyzny (ros. Не топтать фашистскому сапогу нашей Родины, Nie toptat´ faszystskomu sapogu naszej Rodiny) – radziecki krótkometrażowy animowany film czarno-biały z 1941 roku w reżyserii Aleksandra Iwanowa i Iwana Iwanowa-Wano z okresu II wojny światowej.
Propagandowy film animowany, którego cechuje bojowy i agresywny klimat walki, jest czarno-białą ilustracją popularnego marsza patriotycznego. Film wchodzi w skład serii płyt DVD Animowana propaganda radziecka (część 2: Faszystowscy barbarzyńcy).

## Opis
Plakat polityczny: Buciory faszystów depczą naszą ojczyznę (ros. Политплакат: Не топтать фашистскому сапогу нашей Родины) – plakat filmowy pierwszych miesięcy wojny. Maszerujący hitlerowiec (o świńskim obliczu) depcze po Europie zagarniając kolejne kraje (Czechosłowację, Polskę, Danię, Holandię, Belgię, Francję, Jugosławię i Grecję). Gdy dotrze do granic ZSRR, bohaterskie zastępy czerwonoarmistów zatrzymają go i pokonają. Z głośników słychać popularną żołnierską melodię radziecką Marsz czołgistów radzieckich (ros. Марш советских танкистов) w wykonaniu Chóru Aleksandrowa, która powszechnie była wykorzystywana jako pieśń propagandy radzieckiej podczas II wojny światowej.
Porównując radzieckie obrazy nazistów z tymi z amerykańskich filmów propagandowych z tego okresu można zaobserwować podstawowe różnice. W amerykańskiej propagandzie, między innymi w disnejowskim filmie Der Fuehrer’s Face faszystowscy przywódcy zostali pokazani w sposób karykaturalny i byli wyśmiewani, natomiast w ZSRR byli przedstawiani jako potwory i świnie. Różnica polega na tym, że Związek Radziecki został zaatakowany przez nazistów, podczas gdy Stany Zjednoczone nie zostały napadnięte.